# Timothy Duggan
Timothy Duggan (Boulder, Colorado, 14 de noviembre de 1982) es un ciclista estadounidense.

## Trayectoria
Fue profesional desde 2005, cuando debutó con el modesto equipo estadounidense TIAA-CREF. Posteriormente pasó varios años en la estructura del equipo Garmin.
En 2011 fichó por el equipo Liquigas-Cannondale, y en 2013 por el Team Saxo-Tinkoff.
El 3 de diciembre de 2013 anunció su retirada del ciclismo tras nueve temporadas como profesional y con 31 años de edad.

## Palmarés
2005
- 1 etapa de la Vuelta a Puerto Rico

2007
- 3.º en el Campeonato de Estados Unidos Contrarreloj

2012
- Campeonato de Estados Unidos en Ruta

## Equipos
- TIAA-CREF/Slipstream/Garmin (2005-2006)
  - Team TIAA-CREF (2005-20006)
  - Team Slipstream (2007)
  - Team Garmin-Chipotle (2008)
  - Team Garmin-Slipstream (2009)
  - Team Garmin-Transititons (2010)
- Liquigas-Cannondale (2011-2012)
- Team Saxo-Tinkoff (2013)